# Heinrich Poetter
Heinrich Wilhelm Poetter (* 26. Januar 1830 in Borgeln bei Soest (Westfalen); † 14. Juli 1918 in Lichterfelde bei Berlin) war ein deutscher evangelischer Pfarrer und Generalsuperintendent der Kirchenprovinz Pommern der Kirche der Altpreußischen Union.
Als Sohn des Lehrers und Küsters Johann Heinrich Hermann Poetter und seiner Ehefrau Angeline Schulze geboren, besuchte er das Soester Archi-Gymnasium und studierte anschließend Theologie in Halle (Saale). Seine theologischen Examina legte er in Münster ab.
Sein erster beruflicher Einsatz war der eines Hauslehrers in Krefeld. Seine erste Pfarrstelle übernahm er 1857 in Heeren bei Unna, wo er bis 1868 arbeitete. 1868 wechselte Poetter als Garnisonspfarrer nach Wesel.
Im Jahre 1874 erhielt er einen Ruf an die Kirche St. Simeonis in Minden. Dort war er zusätzlich als Garnisonspfarrer tätig. Außerdem war er ab 1875 nebenamtlicher Regierungs- und Schulrat bei der Mindener Regierung, und ab 1879 war er als Superintendent zudem geistlicher Leiter der Synode im Kirchenkreis Minden.
1886 folgte er einer Berufung als Generalsuperintendent der pommerschen Provinzialkirche in Stettin als Nachfolger von Albert Sigismund Jaspis. Dieses Amt nahm er bis zu seiner Pensionierung im Jahre 1904 wahr und übergab es dann an Johannes Büchsel.
Seit dem 15. September 1864 war er verheiratet mit Charlotte von Bock und Polach, der Tochter eines Artillerieoffiziers. Das Ehepaar hatte 15 Kinder. Davon wurde die Tochter Jutta Oberin und der Sohn Ernst Vorsteher des Diakonissen- und Krankenhauses Bethanien in Stettin. 

## Schriften
- Onesimus. Ein biblisch-sozialer Vortrag nebst einigen nachträglichen Zusätzen. Bertelsmann, Gütersloh 1896.
- Das Testament eines preussischen Superintendenten. Poetter & Wappler, Leipzig 1919.